# Huisduif
De huisduif (Columba livia domestica) is een gedomesticeerde afstammeling van de rotsduif (Columba livia). Het is de eerste gedomesticeerde vogel.
Duiven kwamen in ieder geval al voor in 5000 jaar oud spijkerschrift uit Mesopotamië en hiërogliefen uit het oude Egypte en werden mogelijk al eerder gehouden. De domesticatie vond plaats in het Nabije Oosten waar rotsduiven zich vanuit de bergen naar de steden verplaatsten. Deels zullen dit synantrope dieren zijn geweest die als plaag werden beschouwd, maar ook zal er een commensale verhouding zijn geweest, waarna habituatie of gewenning zal zijn opgetreden, om uiteindelijk te leiden tot het houden van duiven.
Een deel daarvan is daarna weer verwilderd als stadsduif, maar binnen de gedomesticeerde duif zijn daarna veel rassen ontstaan. Aangezien wetenschappelijke namen alleen aan wilde diersoorten worden gegeven en niet aan gedomesticeerde dieren, geldt de naam Columba livia domestica voor alle rassen.
Door kunstmatige selectie zijn duiven gefokt als de postduif en raceduif waarmee duivensport wordt bedreven en als sierduif waarbinnen veel verschillende rassen zijn.